# أحمد عبد المنعم
أحمد عبد المنعم (يشتهر باسم أحمد عبد المنعم كشري) (8 يناير 1973 القاهرة - ) هو لاعب كرة قدم مصري يلعب كمهاجم، ولعب مع النادي الأهلي المصري لأربع سنوات بداية من 1995 ولعب مع المنتخب المصري الوطني وشارك في كأس الأمم الأفريقية لكرة القدم 1996.
بعد اعتزاله اللعب، عمل كمدرب ومدير فني لأكثر من جهة رياضية آخرها كمدير فني لنادي الترسانة في أبريل 2018 وأبرزها كمدرب لمنتخب جيبوتي لكرة القدم.

## روابط خارجية
- أحمد عبد المنعم على موقع قاعدة بيانات كرة القدم.إي يو (الإنجليزية)
- أحمد عبد المنعم على موقع ناشيونال فوتبول تيمز (الإنجليزية)